# Aus der Mitte entspringt ein Fluß (Roman)
Aus der Mitte entspringt ein Fluß (Originaltitel A River Runs Through It) ist ein halbautobiografischer Roman des US-amerikanischen Schriftstellers Norman Maclean, der erstmals im Jahr 1976 bei der University of Chicago Press publiziert wurde. Der Roman erschien in seiner Erstfassung unter dem Titel A River Runs Through It and Other Stories und enthielt neben der Titelgeschichte auch die beiden kürzeren Erzählungen Logging and Pimping and 'Your pal, Jim und USFS 1919: The Ranger, the Cook, and a Hole in the Sky. In Deutschland wurde Aus der Mitte entspringt ein Fluß erstmals 1991 im S. Fischer Verlag in einer Übersetzung von Bernd Samland veröffentlicht.

## Handlung
Norman Maclean erzählt rückblickend aus der Ich-Perspektive als älterer Mann. Er schildert zunächst das gemeinsame Aufwachsen mit seinem drei Jahre jüngeren Bruder Paul unter der ebenso strengen wie liebevollen Erziehung seiner Eltern im ländlichen Montana im frühen 20. Jahrhundert. „In unserer Familie gab es keine klare Trennungslinie zwischen Religion und Fliegenfischen“, lautet der Einleitungssatz – beides ist in der presbyterianischen Familie des Pastors mit schottischer Abstammung, der mit seinen Söhnen immer wieder an den vielen Flüssen und Gewässern Montanas angeln geht, wichtig. Er erklärt seinen Söhnen, dass der Mensch eine verlorene Existenz sei und alles Schöne dieser Welt auf göttlicher Gnade beruhe: Bachforellen ebenso wie die Erlösung. „Fliegenfischer glauben, daß man schon an sie gedacht habe, als die Flüsse entstanden. Fliegenfischer haben so etwas wie eine ‚Theorie der Neugierde‘ entwickelt. Die Theorie besagt, daß Fische, wie Menschen, manchmal auf Sachen anspringen, nur weil sie gut aussehen, nicht weil sie gut schmecken. Der Verstand läßt viel schneller nach als der Körper.“ Im Fliegenfischen erhalten die Brüder so viele Unterrichtsstunden wie in den anderen geistigen Fächern.
Die Haupthandlung des Romans ist im Sommer 1937 angesiedelt, als Norman bereits verheiratet ist, während Paul als Lokalreporter in der Landeshauptstadt Helena lebt. Norman wird von seiner Frau Jessie Burns gebeten, mit ihrem Bruder Neal einen Angelausflug zu machen, der von der Westküste zu Besuch in seine alte Heimat kommt. Norman kann seinen aufschneiderischen und arroganten Schwager nicht ausstehen und bittet Paul, ob er nicht auch mitkommen wolle. Paul, dessen Talent im Fliegenfischen das seines Bruders bei Weitem überragt, willigt ein. Eines Nachts muss Norman seinen Bruder aus dem Gefängnis abholen, da dieser sich eine Schlägerei geliefert hatte. Norman hatte bereits zuvor registriert, dass Paul schon morgens Whiskey trank, und erfährt nun von der Polizei, dass Paul die Nächte beim Glücksspiel in schmierigen Clubs durchzecht und Spielschulden hat. Der diensthabende Polizist rät Norman, seinem Bruder zu helfen und mit ihm angeln zu gehen.
Norman versucht bei seinen Ausflügen mit Paul über dessen Probleme zu sprechen und bietet ihm Hilfe an, doch Paul scheint sich nicht dafür zu interessieren, er bleibt stur und wortkarg. Die Angelausflüge verlaufen dennoch schön, obwohl sich Neal nicht fürs Angeln begeistert und eher am Schlafen, Trinken sowie an sexuellen Erlebnissen mit der örtlichen Gelegenheitsprostituierten „Old Rawhide“ interessiert ist. Normans Frau wirft ihm vor, er kümmere sich nicht genug um den gescheiterten Tennisspieler Neal, dem sie wiederum zu helfen versucht. Die Situation scheint zu eskalieren, als Neal mit Rawhide an einem sonnigen Tag im Flussbett schläft und sich dabei Verbrennungen zweiten Grades holt. Doch die Frauen der Familie Burns bekunden ihre Liebe und Wertschätzung für Norman.
Am nächsten Tag geht Norman mit seinem Bruder und seinem gealterten, inzwischen pensionierten Vater ein letztes Mal zum Fischen. Ihm kommt es vor, als habe sich seit ihrer Kindheit nichts verändert – ausgenommen Pauls Wurfstil. Norman bringt dem Bruder stumme Bewunderung entgegen und sagt sich selbst: „'Paul ist ein Künstler geworden.'“ – „Du denkst schon wie eine Forelle“, rief Norman lachend, und Paul antwortet: „Gib mir noch drei Jahre.“ Doch dieses Geschenk erhält er nicht, im Mai folgenden Jahres wird Paul zu Tode geprügelt in einer Seitengasse gefunden.

Karte mit Handlungsorten des Buches wie dem Blackfoot River und den Städten Missoula und Helena

Norman und sein Vater, der den Tod des Sohnes nicht überwinden kann, versuchen in Gesprächen den geliebten Menschen und dessen gewaltsamen Tod zu verstehen. Ihnen bleibt am Ende die Erkenntnis, dass man Menschen vollkommen lieben kann, ohne sie vollkommen zu verstehen – wie der Vater stets gepredigt hatte. Norman wird von seinem Vater gebeten, eines Tages die Geschichte seiner Familie zu erzählen, um zu verstehen, was passiert ist und warum. Der Vater meint: „Es sind die, mit denen wir leben und die wir lieben und die wir kennen sollten, die sich uns entziehen.“
Schließlich endet der Roman mit dem gealterten Norman, dessen geliebte, nicht verstandene Menschen aus seiner Jugend fast alle tot sind. Bei Angelausflügen an den Big Blackfoot River hört er im arktischen Halblicht des Canyons nach deren Stimmen, das Sein geht in einem Wesen mit seinen Erinnerungen und seiner Seele in den Geräuschen des Flusses auf. Aus der Mitte entspringe ein Fluss, wenn alle Dinge verschmelzen: „Der Fluss entstand durch die große Weltenflut, und er fließt über Felsen aus dem Urgrund der Zeit. Auf manchen Felsen sind zeitlose Regentropfen. Unter den Felsen sind die Worte, und manche der Worte sind ihrer. Ich werde von den Wassern verfolgt.“

## Entstehungs- und Publikationsgeschichte
Norman Maclean begann nach seiner Pensionierung nach langem Zögern eine autobiografische Erzählung über seine Familie und das Leben in Montana in der ersten Hälfte des 20. Jahrhunderts zu schreiben. Die schriftstellerischen Gehversuche des Literaturwissenschaftlers gestalteten sich zunächst schwierig, worauf die sich teilweise sehr unterscheidenden Manuskripte im Entstehungsprozess des Romans hindeuten.
Die Erzählung ist weitgehend autobiografisch, von der Stellung des Fliegenfischens in seiner Familie bis zu den meisten der Figuren. Nach eigenen Angaben ließ sich Maclean aber literarische und zeitliche Freiheiten, da „oft Dinge im Leben nicht schnell genug passieren“. Norman Macleans drei Jahre jüngerer Bruder Paul war Zeitungsreporter und wurde im Mai 1938 in Chicago umgebracht, nachdem er Probleme mit Alkohol und Spielschulden hatte. Die Mörder konnten nie ermittelt werden. Der Mord an seinem Bruder war für Maclean ein unüberwindbares Trauma, wie er noch 1977 sagte. Auch in seinem zweiten großen Werk Junge Männer im Feuer (1992 postum veröffentlicht) über den tödlichen Mann-Gulch-Waldbrand setzte er sich mit der Bedeutung von Tragödien im menschlichen Leben auseinander.
Maclean bot sein Manuskript vergeblich einigen Verlagen in New York an. „Niemand fischt in New York“, war eine der Antworten. Letztlich wurde Macleans Roman vom Eigenverlag der Universität von Chicago, an der er über Jahrzehnte gelehrt hatte, herausgebracht. Es war das erste fiktionale Werk, das jemals bei der University of Chicago Press verlegt wurde. Nach dem Erfolg des Debütromans kommentierte Maclean, er habe den „Traum jedes abgelehnten Autors“ gelebt, dessen Werke plötzlich erfolgreich wären, sodass die zuvor ablehnenden Verleger nun den „Hintern küssen“ und seine Werke veröffentlichen wollten – und man diese dann getrost selbst ablehnen könne. Maclean kritisierte, dass Autoren aus dem ländlichen Westen der USA es auch bei guter Qualität viel schwerer bei den großen amerikanischen Verlagen in New York hätten, bemerkte aber ebenso, dass ländliche Autoren nicht nur vom „Viehtrieb“ schreiben, sondern auch universale Themen aufgreifen sollten.
Nach seiner Veröffentlichung gewann Macleans Buch sowohl eine größere Leserschaft sowie Anerkennung durch Kritiker. Alfred Kazin bescheinigte dem Roman: „Hier sind Passagen von physischer Entrückung in der Präsenz eines unberührten primitiven Amerikas, die so schön wie irgendetwas von Thoreau und Hemingway sind.“ Laut Maclean war von den rund 600 Kritiken, von denen er wusste, nur eine negativ gestimmt. Die Jury des Pulitzer-Preises empfahl Macleans Buch für die Auszeichnung im Bereich Belletristik, was aber der Vorstand des Pulitzer-Preises – der das letzte Wort hat – ablehnte. Daher wurde 1977 kein Pulitzer-Preis für Belletristik verliehen, mit der Begründung, dass es ein „mageres Jahr für Fiktion“ gewesen sei. Der Autor Pete Dexter kritisierte, dass die New Yorker Jury offensichtlich von dem ländlichen Schauplatz oder der Naturnähe der Geschichte abgestoßen worden sei. In ihrer Empfehlung des Romans hatte die Pulitzer-Jury hervorgehoben, dass „die Pallette von Emotionen und Einsichten weit und fesselnd sei“ und das Erzählwerk „trotz der Spezifität von Zeit und Raum einen Sinn für das Universelle“ habe.
Über die Jahrzehnte entwickelte sich Aus der Mitte entspringt ein Fluß zu einem Longseller und „amerikanischem Kultbuch“, das auch in Deutschland mehrere Neuausgaben erhielt.

## Themen

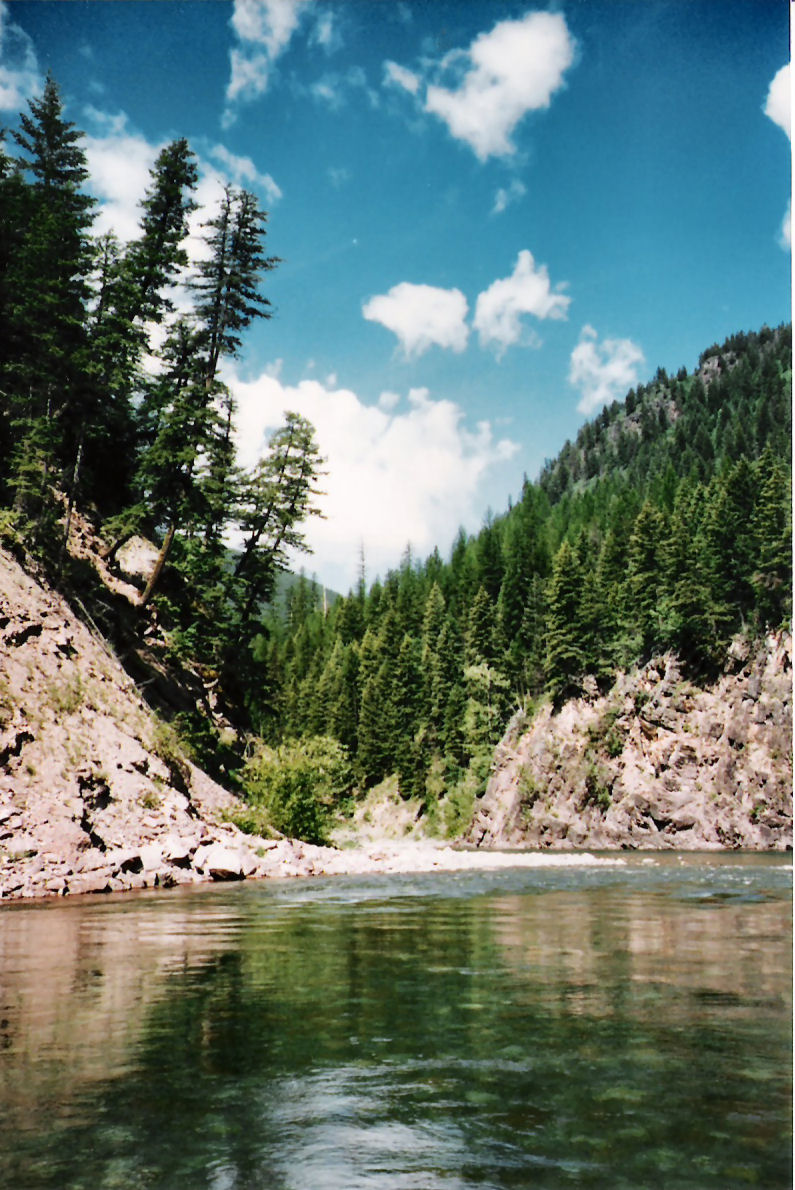
Ein Fluss in Montana

„Fliegenfischen“, schrieb Norman Maclean, „ist eine Kunst, die in einem Viertaktrhythmus ausgeführt wird.“ Das Fliegenfischen nimmt im Roman viel Platz ein, so gibt es seitenlange Beschreibungen Normans und Pauls, wie sie Fische zu fangen versuchen. Nach einer von Maclean gern zitierten Anekdote fasste ihm eine Studentin den Roman einmal so zusammen: „Die beiden Brüder gehen fischen, dann gehen sie nochmals fischen, dann trinken sie etwas, und später fischen sie wieder.“ Maclean stimmte der Studentin zu, allerdings freute er sich auch über die Beobachtung von Angelexperten, dass sein Buch wie eine Anleitung für das Fliegenfischen aufgebaut ist. Jeder neue Angeltrip im Roman elaboriert die Kunst des Fliegenfischens ein Stück weiter. Fliegenfischen ist für Normans Vater nicht nur eine erlösende und aufbauende Tätigkeit, sondern übt dem an sich fehlbaren Menschen auch Selbstdisziplin ein – etwa Pünktlichkeit für eine Verabredung beim Angeln oder die Verwendung des Viertaktrhythmus. Für kurze Zeit gelingt es Paul bei seinen Fängen, das Fischen zu einer anderen und perfekten Welt zu transformieren, sodass sich für den Erzähler die „ganze Welt in Wasser verwandelt“. Die Schönheit von Pauls Angelkünsten kann zumindest zeitweise in den Augen seines Bruders und seines Vaters dessen Probleme überstrahlen.
Macleans Roman beginnt mit dem Satz: „In unserer Familie gab es keine klare Trennungslinie zwischen Religion und Fliegenfischen.“ Normans Vater, der Pastor, zog damals einen Lederhandschuh über die Wurfhand und ließ am Ufer ein Metronom ticken, damit die Söhne den Takt beim Werfen verinnerlichten. „Ich wußte nie, ob mein Vater Gott für einen Mathematiker hielt, aber er glaubte ganz sicher, daß Gott zählen konnte und daß wir Kraft und Schönheit nur erlangen konnten, wenn wir Gottes Rhythmus in uns aufnahmen.“ Neben und durch Fliegenfischen tauchen auch religiöse oder transzendentale Ideen auf, die Macleans Mut im Stellen theologischer Fragen aufzeigen. Maclean nannte sich 1987 einen im „konventionellen Sinne religiösen Agnostiker“. Seine schönsten Momente habe er nicht im Besonderen in der Kirche erlebt, sondern eher in der Natur oder unter wunderbaren Menschen. Das sei seine Art Religion gewesen. Für Simonson zeigt Maclean ein „regionales Bewusstsein, das jüdisch-christliche und mystische Perspektiven kombiniert“, das Buch verbinde somit historisch-kirchliche Vorstellungen eines Gottes mit eher pantheistischen (etwa in den Beschreibungen von Erde, Vegetation und Jahreszeiten). Die Haupthandlung des Buches im Sommer 1937 findet größtenteils an sechs verschiedenen Tagen statt, was als Hinweis auf die Schöpfungsgeschichte gedeutet werden kann, in der die Erde ebenfalls an sechs Tagen geschaffen wird. Der Fluss bildet nach Simonson einen Ort, in dem Langeweile, Zynismus und Schrecken der Welt zumindest zeitweise „transzendentaler Großartigkeit“ Platz machen müssen, und der Fluss fließe im Roman als „Symbol und Typus“ in die Richtung des Strebens nach einer solchen transzendentalen Großartigkeit.
Laut John W. Cawelti sind „der Fluss“ (the river) und „die Wörter“ (the Words) die zwei Hauptsymbole des Romans, die sowohl auf der ersten als auch auf der letzten Seite zu finden sind. Beide Symbole würden im Laufe der Geschichte in ihren verschiedenen Facetten ausgeleuchtet und manchmal im Konflikt miteinander stehen. Für Cawelti ist der Fluss der „Hintergrund der Geschichte und wird assoziiert mit dem Wachsen der Erfahrung, mit der Natur und auch mit Erinnerungen aus der Vergangenheit, die kontinuierlich in die Gegenwart strömen und uns manchmal zu ertränken versuchen.“ Sie sind grundlegende Konstanten des menschlichen Daseins. Die Wörter stünden hingegen für die Versuche der Menschen, den Lauf ihres Lebens so weit wie möglich zu verstehen und zu kontrollieren. Für Maclean seien auf persönlicher Ebene Fliegenfischen und Religion die wichtigsten „Ausrüstungen“ gewesen, die ihm für die Kontrolle und das Verstehen seines Lebens gegeben wurden. Gegenüber seinem problembelasteten Bruder findet Norman trotz ihrer engen Beziehung nicht die richtigen Wörter. Obgleich Macleans Erzählerstimme immer nahe bei Paul ist, bleibt dieser – ähnlich wie die großen Flüsse und Seen in Montana – undurchschaubar und rätselhaft. Paul wiederum ist ein perfekter Fliegenfischer, kann aber durch diese Begabung nicht sein Leben ordnen und beherrschen – hier zeigt Maclean am Romanende endgültig die Grenzen der Disziplinierung und des Fliegenfischer-Idylls auf. Die Botschaft will daher nicht die des perfekten Fliegenfischens und die der alleinigen Verinnerlichung vor Gott und der Natur sein. So sah Maclean die Natur auch als Schönheit auch als Möglichkeit, mit anderen Menschen in Verbindung zu treten:
„Alle drei von uns – mein Vater, mein Bruder und ich – hatten eine außergewöhnliche Liebe für und auch eine Kenntnis von der Natur und ihrer Schönheit, und wir kamen dazu, uns gegenseitig durch diese Liebe und Kenntnis zu lieben. Im Verlust meines Bruders, und dann meines Vaters, fühlte ich mich, als ob ich das Universum verliere.“
Folglich geht es Maclean auch um die Wahrnehmung von Heimat, von Familie, Tradition und Erinnerung. Das individuelle Erkennen von Wahrheit, Tiefe und Zugehörigkeit, ausgerechnet in dem Moment, in dem sich die eigene Zeit dem Ende zuneigt und man dennoch vermeint, noch immer oder wieder am Anfang zu stehen. In Macleans Roman dreht sich viel um Zeit und Erinnerung, was sich auch in der Erzählweise bemerkbar macht: Der alte Norman, der meisten Menschen seiner Jugend beraubt, ist als Erzählerstimme prominent am Anfang und am Ende des Buches zu hören – in dem Hauptteil des Buches legt sich aber der jüngere Norman als zweite Erzählstimme darüber, der von 1937 als „nun“ spricht. Obwohl er nur wenige direkte Daten im Buch verwendet, ist seine Geschichte sehr klar im ländlichen Montana der 1930er-Jahre angesiedelt und lebt von dieser Atmosphäre. Simonson schreibt, dass für Norman die Flüsse Montanas durch „seinen Kopf und sein Bewusstsein, Sprache und Leben“ fließen würden. Die Hoffnung auf etwas Dauerhaftes in dem fließenden Wasser aus dem „Urgrund der Zeit“ mache sich bemerkbar. Für Weltzien findet Macleans Werk mit „zweifelnder Stimme“ seinen Klimax „zwischen der Sehnsucht, an Erlösung und Unsterblichkeit zu glauben, und deren Flüchtigkeit vor dem am Ende Unbegreiflichen – sei es ein Fluss oder ein Bruder“.

## Verfilmung
Wegen des Bucherfolges gab es schon früh Interessenten an einer Verfilmung, die Maclean aber teilweise brüsk abblitzen ließ. 1981 klagte Maclean über lästige Anwälte und Filmagenten aus Hollywood, die komplette Kontrolle über seine autobiografische Geschichte verlangten und offenbar keine Ahnung hätten, wovon diese überhaupt handele. Schließlich gewann Robert Redford durch mehrere persönliche Treffen Mitte der 1980er-Jahre Macleans Sympathie und damit auch die Filmrechte. Redford schätzte die „Schönheit der Sprache“ und die „Tiefe der Gefühle“ des Werkes, die Adaption gestaltete sich aber als anspruchsvolle und jahrelange Arbeit, da die Kraft der Geschichte sehr von „Normans Erzählerstimme“ abhänge. Die Dreharbeiten begannen einige Monate nach Macleans Tod.
Im Jahr 1992 kam Redfords Literaturverfilmung Aus der Mitte entspringt ein Fluß in die Kinos. Sie wurde mit einem Oscar ausgezeichnet und bedeutete für den jungen Brad Pitt einen Karriereschub. Der Filmerfolg führte dazu, dass im Anschluss ein touristischer Boom auf Montana stattfand, wo jährlich zeitweise bis zu eineinhalb Millionen Menschen fischen gingen. Ironischerweise bemäkelt Macleans Erzähler an einigen Stellen die zunehmende Kommerzialisierung des Fischens im Laufe des 20. Jahrhunderts. Immerhin sorgte die durch Roman und insbesondere den Film mitverursachte massentouristische Erschließung der Flüsse Montanas dafür, dass deren Verschmutzung in den Fokus geriet, sodass viele Flüsse heute deutlich sauberer als noch im späten 20. Jahrhundert sind.

## Die weiteren Geschichten:Die HolzfällerundForstdienst 1919
Gemeinsam mit A River Runs Through It wurden in der englischen Originalausgabe des Buches zwei kürzere Erzählungen ebenfalls autobiografischer Natur veröffentlicht: Die Kurzgeschichte Logging and Pimping and 'Your pal, Jim (deutscher Titel: Die Holzfäller) erzählt von Macleans Arbeit als Holzfäller am Blackfoot River im Jahr 1928. Hier schildert er seine Begegnungen mit Jim Grierson, der als bester Holzfäller galt und außerhalb der Holzsaison seine Zeit mit Alkohol, Prostituierten und Büchern aus Carnegie-Bibliotheken verbrachte.
Die zweite, in ihrer Länge zwischen Die Holzfäller und Aus der Mitte entspringt ein Fluß befindliche Erzählung USFS 1919: The Ranger, the Cook, and a Hole in the Sky (deutscher Titel: Forstdienst 1919) behandelt Macleans Dienst beim United States Forest Service im Jahr 1919, den er in einer abgelegenen Gegend an der Grenze von Montana und Idaho versah. Hier musste er einsame Feuerwachen übernehmen, Telefonkabel verlegen, Waldfeuer löschen und Wanderpfade anlegen. Unter dem Titel Die Abenteuer eines Sommers (The Ranger, the Cook and a Hole in the Sky) wurde die Erzählung im Jahr 1995 vom Sender ABC mit Sam Elliott, Jerry O’Connell und Molly Parker verfilmt.
In Deutschland wurden die beiden Kurzgeschichten erstmals im Jahr 1993 als eigenständiges Buch unter dem Titel Der Ranger, der Koch und ein Loch im Himmel. Stories. publiziert. Wie bereits Aus der Mitte entspringt ein Fluß zwei Jahre vorher erschienen sie im Fischer-Verlag nach einer Übersetzung Samlands. Michael Althen schrieb anlässlich der Veröffentlichung in der Süddeutschen Zeitung: „Norman MacLean gelingt es mit diesen Stories, ‚die Welt in eine Nußschale zu packen‘, und dem Leser ein paar Erkenntnisse auf den Weg zu geben, die eine so große Wahrheit bergen wie die folgende: Erbärmliche Poolspieler kann man überall erkennen – es sind diejenigen, die immer „Verdammt nochmal“ sagen, immer ihre Queues mit Kreide abreiben und immer die Köpfe hochreißen, wenn sie einen Stoß machen – und das kann keine Kreide heilen.“

## Ausgaben
- A River Runs Through It A River Runs Through It and Other Stories. University of Chicago Press, 1976. (Neuausgaben u. a. 1989 und 2001).
- Aus der Mitte entspringt ein Fluß. S. Fischer Verlag, 1991. Übersetzt von Bernd Samland. (Neuausgaben 2003 und 2018).